# Despre Tine
Despre Tine (v překladu O tobě) je píseň moldavské skupiny O-Zone vydaná roku 2002, třetí singl vydaný z jejich druhého alba Number 1, jenž se rovněž objevil na posledním albu této skupiny DiscO-Zone.